# Stazione di Montallegro
La stazione di Montallegro è stata una stazione ferroviaria posta lungo la ex linea ferroviaria a scartamento ridotto Castelvetrano-Porto Empedocle chiusa nel 1978, era a servizio del comune di Montallegro.

## Storia
La stazione venne inaugurata nel 16 giugno 1915 insieme al tratto Cattolica Eraclea-Siculiana. Nel 1978 la stazione cessò il suo funzionamento insieme al tratto Ribera-Porto Empedocle.

## Strutture e impianti
Era composta da un fabbricato viaggiatori, un magazzino merci e da due binari.

## Immagini

Treno merci in stazione al traino di una locomotiva R.302